# Forcipomyia aeria
Forcipomyia aeria är en tvåvingeart som beskrevs av Saunders 1956. Forcipomyia aeria ingår i släktet Forcipomyia och familjen svidknott. Inga underarter finns listade i Catalogue of Life.